# 그로스 카로이

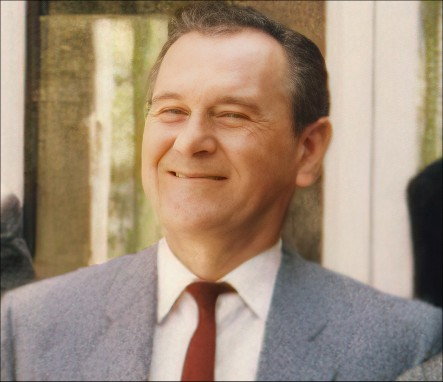
그로스 카로이

그로스 카로이(헝가리어: Grósz Károly, 1930년 8월 1일, 미슈콜츠 ~ 1996년 1월 7일, 괴될뢰)는 1988년부터 1989년까지 헝가리 인민공화국 총서기장을 지낸 헝가리의 공산주의 성향 정치인이다.

## 초기 경력
그로스는 헝가리 미슈콜츠에서 태어났다. 1945년 그로스는 14세의 나이로 헝가리 공산당에 입당하였고, 1949년 공산당이 헝가리의 전권을 장악하면서 자신의 고향 지역에서 중요한 당 지도자가 되었다. 1954년, 헝가리 노동인민당 (MDP)의 보르쇼드어버우이젬플렌주 지부의 선동선전부장에는 임명되었고, 몇년 뒤 1956년 헝가리 혁명이 터지자 지역 잡지의 혁명 관련 보도를 금지하고 지역 신문인 북부 헝가리 (Észak-Magyarország)의 상단에서 코수트의 문장을 제거하도록 강요하였다. 같은 해 11월 혁명이 진압된 후, 그로스는 집권 공산당의 지방당 기구 수장에 임명되었다.
1974년, 그로스는 집권 헝가리 사회주의 노동자당의 선동 및 선전부 책임자에 임명되었고, 1979년에는 고향인 보르쇼드어버우이젬플렌주의 당 위원회 제1서기에 선출되었다. 1984년 헝가리의 수도 부더페슈트에서 당위원회 위원장이 되면서 전국적인 명성을 얻었다. 1985년 차기 당 대회에서는 정치국 위원에 올랐으며, 1987년에는 헝가리 사회주의 노동자당의 거물급 정치인 라자르 죄르지의 뒤를 이어 오늘날 헝가리의 총리 직책에 해당하는 헝가리 인민공화국 각료회의 의장 (당시 국가 서열 2위)에 올랐다. 젊고 활력이 넘치는 그로스의 해당 직책 임명은 국내외에서 큰 주목을 받았다.
이 시기 국가가 경제 위기에 직면하고 내부에서 불만이 커져가면서 노년의 당 대표인 카다르 야노시는 사임을 하기로 결정했지만, 원래 그에게는 1990년까지 집권할 계획이 있었다. 1988년 5월에 소집된 당 대회에서 그로스는 카다르의 추천을 받아 헝가리 인민공화국의 서기장이 되었다. 그로스는 정치와 경제 영역에서 헝가리 인민공화국 체제가 온건하고 점진적으로 변해야 한다는 견해를 갖고 있었는데, 이는 공산주의의 기틀을 건드리지 않고 공산주의 체제 내에서 신중한 개혁을 추진하자는 의미였다. 그로스는 이를 모델 변화 (공산주의 틀 내에서 개혁과 개선)라고 불렀으며, 이는 당의 급진 분파가 지지했던 서구식 체계로 공산주의를 대체하자는 체제 변화와 거리가 있는 개념이었다.

## 헝가리의 지도자
그로스는 1988년 말, 급진 개혁파의 대표 네메트 미클로시가 자신의 뒤를 이을 때까지 각료회의 의장 직책을 유지하였다. 1989년에 접어들면서 그는 네메트, 네르시 레죄, 호른 줄러, 포즈거이 임레 등을 포함한 당 내의 급진 개혁 세력에 밀려 점점 소외되었다. 
그로스는 정적들이 헝가리에서 자유주의 정치 체제와 시장 경제를 수립하려는 급진적인 변화를 추진하자 이를 늦추거나 멈추거나 되돌리려고 하였다. 1956년 헝가리 혁명 당시 처형된 너지 임레 총리의 복권에 반대했으며, 너지의 복권을 방지하려는 차원에서 1989년 9월, 헝가리 사회주의노동자당 중앙위원회 앞에서 연설을 하여 너지 총리가 과거 소련의 비밀경찰 내무인민위원회 관련 혐의가 있다는 정보를 제공하였다. 하지만 위원회는 이 혐의를 공개하지 않기로 결정하였다.
그로스의 운명은 루마니아 사회주의 공화국의 지도자 니콜라에 차우셰스쿠와 만나 루마니아를 탈출한 다수의 헝가리계 주민들을 어떻게 할 것인지 논의하기로 합의했을 때 확정되었다. 그로스의 당 동료들 가운데 상당수가 그가 차우셰스쿠를 너무 신뢰한다고 생각했으며, 이 결과 상당한 권위를 잃으면서 당에서 영향력을 크게 상실하였다. 
1989년 네르시를 의장으로 하는 조직의 구성원이 되어 총서기 직책을 유지했지만, 네르스는 그로스의 능가하여 헝가리의 실권자가 되었다. 그로스는 당을 사회민주당으로 재편하려는 급진 성향 개혁가들의 움직임에 반대했으며, 당이 헝가리 사회당으로 재조직된 그 해 10월까지 총서기장을 지냈다.

## 말년
그로스가 이끌었던 강경 성향 공산주의 분파는 급진 개혁 세력과의 경쟁에서 패배했고, 1989년 그로스가 초대 의장직을 대행하는 새로운 헝가리 사회주의 노동자당으로 분리되었다. 당은 1990년, 새롭게 형성된 헝가리 공화국에서 열린 첫 다당제 선거에서 의회 대의원을 확보하지 못했다. 
1996년, 그로스는 헝가리 괴될뢰에서 만 65세 나이에 신장암으로 사망하였다.